# Билл — герой Галактики
«Билл — герой Галактики» (англ. Bill, the Galactic Hero) — сатирический фантастический роман Гарри Гаррисона, первая часть одноимённой серии. Был написан в 1964 году. Первоначально Гаррисон показал набросок к роману Дэймону Найту, однако тот не захотел его издавать. Впервые в сокращённом виде под названием «Звездорубы» (англ. The Starsloggers) произведение было опубликовано в декабре 1964 в «Galaxy Science Fiction», редактором которого был в то время Фредерик Пол. Практически в то же время роман вышел в нескольких номерах журнала Майкла Муркока «New Worlds». В 1965 году издательством Doubleday был издан отдельной книгой.

## Описание сюжета
Деревенский парень Билл с фермерской планеты Фигеринадон-2 попадается на удочку вербовщика и оказывается в рядах космического десанта. Пройдя издевательскую муштру в лагере имени Льва Троцкого, новобранцы попадают на борт корабля «Фанни Хилл», где Билл, став предохранительным шестого класса, в ходе одного из боёв случайно попадает в боевую рубку и непроизвольно подбивает вражеский корабль. Его представляют к награде, которую должен вручить сам император на столичной планете Гелиор.
После награждения Билл отправляется на экскурсию в имперские сады, где засыпает и становится жертвой вора, укравшего у него План, без которого невозможно ориентироваться на огромной планете-городе. Биллу удаётся добраться до Транзитного армейского центра, но там его принимают за шпиона. Спасаясь бегством, он добирается до нижних уровней, где примыкает к шайке таких же беспланных. Однако после первого же налёта на сосисочный продуктопровод шайку накрывает полиция. Билл спускается до самого низа, где его потрясённому взгляду открывается почва Гелиора. Его подбирает инспектор Санитарного департамента и берёт на работу. Сотрудники департамента с невероятными ухищрениями пытаются избавиться от миллионов тонн одноразовой посуды, и Билл приходится ко двору, выдвигая свежие идеи.
К Биллу приходит революционер Икс. Билл отвергает предложение вступить в партию заговорщиков, но после угрозы агента ГБР Пинкертона расстрелять его за пособничество врагу ему приходится примкнуть к революционерам. Икс устраивает атаку на электростанцию. Билл выполняет условия Пинкертона и встречает в засаде всю партию заговорщиков — они все до одного работали на ГБР. Оказавшегося в одиночестве Икса расстреливают на месте. Безжалостный Пинкертон сдаёт Билла полиции как дезертира. Используя припрятанные деньги, Билл нанимает ловкого адвоката, который используя дело — прецедент рядового Ловенига, прятавшегося 14 месяцев на чердаке казармы во время войны — спасает Билла от смертной казни. Однако председатель суда приходит к решению, что Билл во время службы спал на посту, и приговаривает его к году и одному дню тюрьмы.
В пересыльной тюрьме Билл знакомится с «вечным солдатом» писарем Блэки, который утверждает, что служит с доисторических времён. Блэки устраивает себе и Биллу перевод на планету с комфортабельными условиями службы, но из-за описки их отправляют на планету-болото Вениола, где идут тяжёлые безнадёжные бои с аборигенами. В ходе одной из стычек Билл убегает в джунгли, где освобождает своих пленных товарищей. Затем он отстреливает себе стопу, чтобы его эвакуировали с Вениолы. Спустя много лет состарившийся Билл, ставший сержантом-вербовщиком, попадает на родную планету и обманом вербует в армию своего младшего брата.

## Продолжения
После выпуска романа с 1989 по 1992 было опубликовано шесть продолжений. Первое из них, «Билл, герой Галактики, на планете роботов-рабов», было написано самим Гаррисоном. Дальнейшие продолжения были написаны другими авторами и редактировались Гаррисоном:
- «Билл, герой Галактики, на планете закупоренных мозгов» (1990) — Роберт Шекли
- «Билл, герой Галактики, на планете непознанных наслаждений» (1991) — Дэвид Бишоф
- «Билл, герой Галактики, на планете зомби-вампиров» (1991) — Джек Холдеман
- «Билл, герой Галактики, на планете десяти тысяч баров» (1991) — Дэвид Бишоф и Гарри Гаррисон. Также публиковалось под названием «Билл, герой Галактики, на планете хиппи из ада»
- «Билл, герой Галактики: Последнее злополучное приключение» (1991) — Дэвид Харрис и Гарри Гаррисон

Гаррисон выразил своё разочарование в интервью Брайану Иреленду на Ireland On-Line:

«В США есть занятие под названием испольщина, когда у вас есть серия, благодаря персонажу, и у вас есть другие писатели для работы с этим… Я никогда не хотел делать этого, мне неинтересно. Но один из составителей программ сказал, возвращаясь к тому, что я сказал о порнографии насилия: Гарри, почему бы нам не сделать серию „Билла — героя Галактики“ и тем самым сделать немного антивоенной пропаганды вместо того, чтобы, как все, выступать за войну. Так они окончательно убедили меня так поступить. Вторую часть — „Билл — герой Галактики на планете роботов-рабов“, я написал сам, там было немного сатиры. Вот бы все остальные книги были похожи на эту. Но нет, нет. Мы все делали ошибки. Я профессиональный писатель. Этим я зарабатываю себе на жизнь. Это единственное, что я сделал неправильно». 
Рассказ Гаррисона «Билл, Герой Галактики, отправляется в свой первый отпуск» впервые появился в Galactic Dreams (1994).

## Элементы сюжета
- Бухой двигатель (Bloater Drive)

Обычные пути преодоления расстояние в космосе в фантастике — это проход через гиперпространство. Гаррисон изобрёл фантастический «бухой двигатель». При его работе расстояния между атомами корабля увеличиваются, корабль разбухает, достигая нужной точки пространства, а потом сжимается в нужном направлении.

## Отзывы
В одном из интервью Гаррисон рассказал историю о том, как ветеран Вьетнамской войны подошёл к нему и спросил, он ли написал «Билл — герой Галактики». С некоторым волнением Гаррисон признался, что он, на что ветеран ответил: «Это единственная книга, которая правдиво рассказывает о армии»..

## Экранизация
В 2014 году вышел «студенческий» фильм Bill the Galactic Hero. Фильм провалился в прокате и собрал крайне неодобрительные отзывы.